# Halle Castellane
La Halle Castellane (quelquefois écrite au pluriel; Les Halles Castellane) est un marché de la ville de Montpellier dans l'Hérault, édifié en avril 1858. Le site est inscrit en totalité au titre des monuments historiques par arrêté du 28 juillet 1999.

## Historique

### Avant la Halle

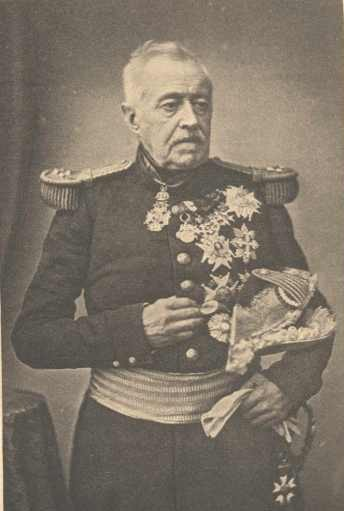
le Marechal de Castellane en 1860

C'est en prolongeant la rue Saint-Guilhem par la percée de l'impasse du Puits de Fer qu'une place fut aménagée dans le quartier de l'Écusson. Elle reçut le nom du maréchal Boniface de Castellane (1788-1862), initiateur des travaux de la future halle et qui en posa la première pierre.
Avant la construction de la Halle, ce secteur se dénommait « l'Île de la Boucherie ». Les frères Giral (architecte et maître maçon) y construisirent une poissonnerie en 1748. En 1840 débute la simplification de ce quartier par l'expropriation des maisons de l'Île de la Boucherie afin d'élever un marché couvert

### Création
Cette halle s'inspire du modèle de l'architecte parisien des halles baltard. L'architecte municipal local Jean Cassan utilise les matériaux modernes tels que le fer et la fonte ainsi que le zinc pour la couverture. Il conserve cependant la pierre de taille pour les piédroits des angles. 
La première pierre de cet édifice est posée en avril 1858 et son inauguration a lieu en février 1859. En 1969, l'édifice reçoit un habillage de tôle d'alliage léger portant vitrages aves ailettes d'aération qui masque en grande partie la construction d'origine. L'intégralité de ce monument fait l’objet d’une inscription au titre des monuments historiques depuis le 28 juillet 1999

## Description

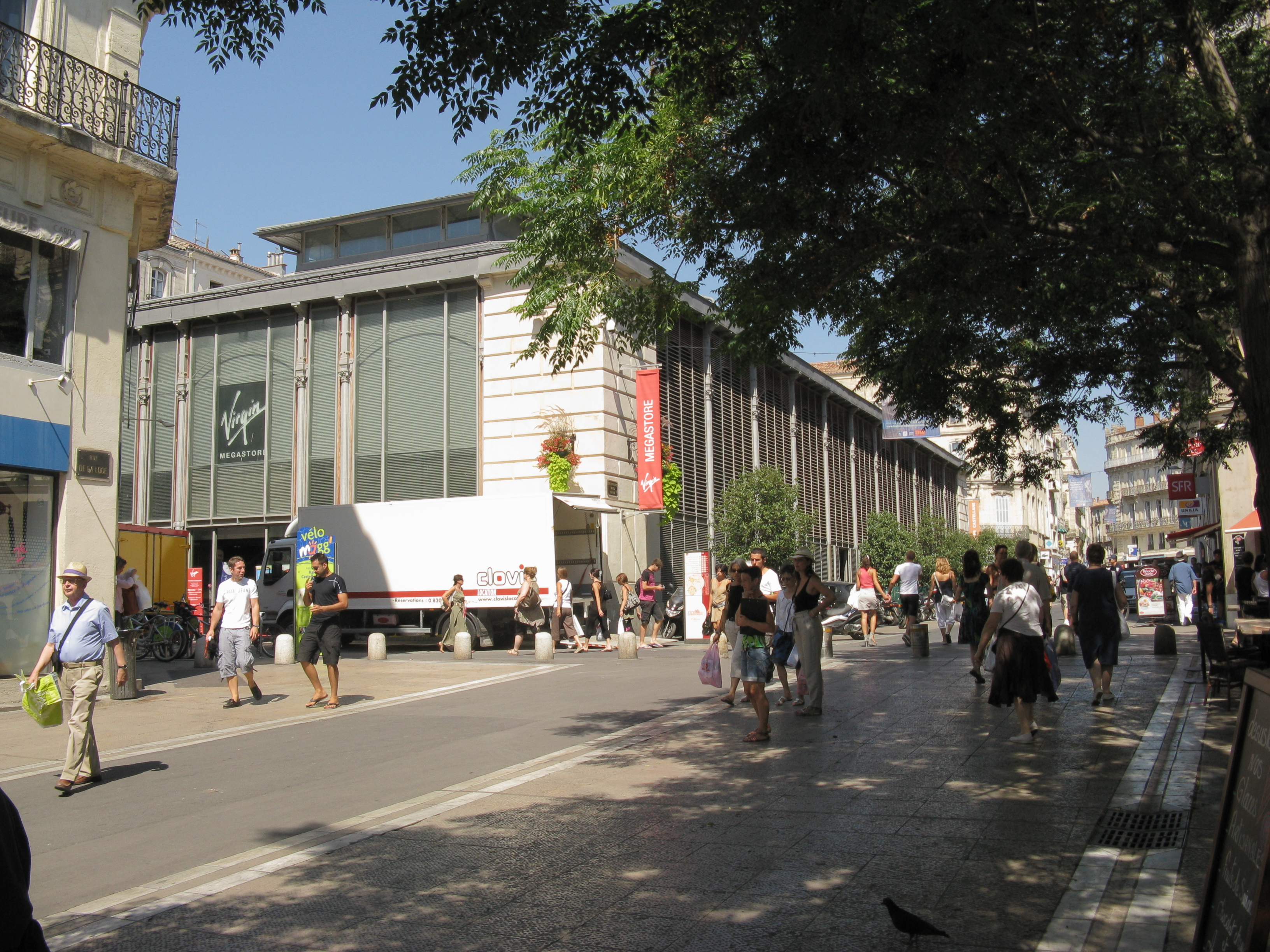
La halle Castellane en 2010

La halle (quelquefois dénommée au pluriel; « Les Halles ») abrite essentiellement un marché couvert. L'édifice est situé dans le quartier de l'Écusson en limite du secteur piétonnier de la ville de Montpellier.
De forme rectangulaire (22 m × 50 m), l'édifice est érigé sur un niveau complet de caves voûtées en pierre et chapeauté d'un comble unique surmonté d'un lanterneau. L'ensemble de l'édifice a été rénové en 2002, à la suite de la création d'une dalle intermédiaire afin de séparer le marché situé au rez-de-chaussée d'un espace commercial établi à l'étage
Le premier étage, ainsi créé, abritera une enseigne mondiale de biens culturels, puis une enseigne française multimarque dédiée à l’équipement en prêt-à-porter et chaussures et enfin une enseigne japonaise de prêt-à-porter depuis 2016